# Barnheemsterpolder
De Barnheemsterpolder is een voormalig waterschap in de provincie Groningen.
Het waterschap was ten oosten van Stedum gelegen. De Delleweg was de noordgrens, terwijl de oostgrens gevormd werd door de Drieborgerlaan en de Maljehornsterweg. Het Westerwijtwerdermaar was de zuidgrens en het gehele Stedumermaar de westgrens ten zuiden van Stedum. Ten noorden van het dorp bestond de grens uit de Stationsweg en de Weersterweg. De molen van het schap stond aan het Westerwijtwerdermaar.
Waterstaatkundig gezien ligt het gebied sinds 1995 binnen dat van het waterschap Noorderzijlvest.